# Bruggenbouwers
Bruggenbouwers (Zweeds: Brobyggarna) is een epische roman uit 2011 van de Zweedse schrijver Jan Guillou.  De Nederlandse vertaling door Bart Kraamer is van 2012.  Het is het eerste deel in de serie De grote eeuw, aangekondigd onder de noemer drie broers, twee oorlogen, één eeuw. 
Bruggenbouwers speelt zich af in Noorwegen, Duitsland en Duits-Oost-Afrika in de periode tussen 1883 en 1919, de nadagen van de Eerste Wereldoorlog. 

## Verhaal
Drie Noorse broers Lauritzen, vaderloos geworden doordat hun vader als visser op zee bleef, krijgen de kans in Dresden een ingenieursopleiding te volgen. Het is de bedoeling dat zij nadien de Noorse spoorwegen gaan bouwen.  Bij hun afstuderen in 1901 lopen hun wegen uiteen. Sverre verdwijnt met een homo-vriend naar Londen en hij komt verder in dit verhaal niet meer voor.  Oskar moet vaststellen dat zijn geliefde een bedriegster is en verdwijnt naar Afrika, waar hij gaat bouwen aan de spoorlijn van Dar es Salaam naar het westelijke binnenland, tot Kigoma aan het Tanganyikameer. Lauritz heeft zijn hart verpand aan een jonge Duitse vrouw, van hoge adel maar met erg liberale opvattingen. Desondanks vervult hij zijn morele plicht en keert hij voor jaren naar huis terug om te gaan werken aan de spoorlijn van Kristiania naar Bergen, de Bergensbanen over de Hardangervidda. De lezer volgt afwisselend Lauritz in Noorwegen en Oskar in Afrika.  Ondanks vele tegenkantingen zijn zij beiden uiteindelijk bijzonder succesvol in hun werk, in de liefde, en in zaken.  De Eerste Wereldoorlog gooit roet in het eten.  
Door de blik van Oscar en Lauritz kiest de auteur onomwonden voor Duitsland. In Amerika komen onnoemelijk veel (Chinese) arbeiders om bij de bouw van de spoorwegen. In Brits-Indië gebeurt hetzelfde en het Britse leger behandelt zijn Indische soldaten als kanonnenvoer. Het ergste is wat er in Congo gebeurt : (citaat) "De Belgen waren echt het schuim van de aarde, het lafste, wreedste en gemeenste volk dat God had geschapen. En Leopold II was de weerzinwekkendste en met bloed bezoedeldste koning die ooit op een Europese troon had gezeten. Zo'n leider zou, zowel in het verleden als in de toekomst, ondenkbaar zijn in Duitsland." (Met deze passage wordt wellicht al vooruitgeblikt in die zin dat dat nog wel zal veranderen).  Tijdens de oorlog zijn de Belgen vanuit Congo Duits-Oost-Afrika binnengedrongen en hebben daar het sympathieke volk van de Barundi volledig uitgemoord, een Burundese (?) matriarchale stam, waar Oscar zijn grote liefde gevonden had. (Alhoewel het verhaal zelf fictie is, speelt het zich af in de echte wereld en komen de Amerikaanse, Engelse en Belgische wandaden over als reëel).  
Het verhaal eindigt wanneer Oscar en Lauritz elkaar na 18 jaar weerzien in Berlijn. De regering is naar Weimar gevlucht; Karl Liebknecht en Rosa Luxemburg zijn daar zonder proces geëxecuteerd; maar Oscar wordt als oorlogsheld gevierd omdat zij de hele oorlog in Oost-Afrika hadden standgehouden tegen een geallieerde overmacht.